# Masi Torello
Masi Torello är en ort och kommun i provinsen Ferrara i regionen Emilia-Romagna i Italien. Kommunen hade 2 301 invånare (2018).